# Vincenz Paravicini (Vater)
Vincenz Paravicini (* 1595 in Caspano; † 20. Dezember 1678 in Chur) war ein Schweizer reformierter Geistlicher.

## Leben
Als Sohn Johannes Bartholomäus Paravicini di Gotardini und dessen Frau Elisabeta Paravicini della Dona wurde Vincenz Paravicini 1595 in Caspano geboren. 1610 begann er ein fünfjähriges Theologiestudium an der Universität Zürich, 1616/1617 an der Universität Basel sowie 1617 bis 1619 an der Universität Genf. Am 24. Juli 1619 nahm ihn die evangelisch-rätische Synode auf. Damit durfte er im Freistaat der Drei Bünde als Pfarrer tätig sein, doch der Veltliner Mord 1620 verhinderte dies zunächst. Im gleichen Jahr wurde er in St. Gallen als Pfarrer für Veltliner Flüchtlinge eingesetzt und blieb als solcher fünf Jahre lang dort tätig. Ab 1625 war Paravicini arbeitslos. Nach sieben Jahren wurde ihm die Pfarrstelle in Castasegna zugeteilt, wo er zugleich auch Notar war. Zusätzlich war er in Bondo GR seit 1648 als provisorischer Pfarrer angestellt, was er bis 1653 bleiben sollte. Ein Jahr darauf stellte man ihn als Lehrer am Collegium philosophicum in Chur ein. Schon 1657 – er hatte also erst drei Jahre lang gelehrt – wurde er zum Rektor befördert. Das Amt bekleidete er bis zu seinem Tod am 20. Dezember 1678.

## Werke
- Oratio de Philosophiae Christianae Dignitate & Utilitate (Zürich 1616)
- Vera narratione del massacro degli Evangelici, fatto da’papisti nella maggior parte della Valtellina nel anno 1620 addi 9. Luglio (ohne Ort, 1621)
- Pierre Du Moulin, Del combattimento Christianop. Overo delle Afflittioni. A Signori della Chiesa riformata di Parigi (Genf 1627; Übersetzung)
- Canzonette tragediali sopra la desolazione dei poveri fedeli nelle Leghe dei Grisoni (1630)
- Benedetto Turretino, Sanita delli Amalati (Genf 1630; Übersetzung)
- Carl Drelincourt, Compendio delle Controversie, overo Sommario degl’Errori della Chiesa Romana (Genf 1630; Übersetzung)